# Az életem tinirobotként

Jenny (középen), Brad (jobbra) és Tuck (balra)

Az életem tinirobotként amerikai animációs sorozat. Rendezője Rob Renzetti.
Főszereplője Global Robotic Response Unit XJ9, más néven „Jenny” XJ9 Wakeman tizenéves női szuperhősrobot. Sorozatbeli teremtője, átvitt értelemben az „anyja” Dr. Nora Wakeman, aki azért építette Jennyt, hogy a kis robot védelmezze a világot a gonoszságtól. Habár gép, mégis saját érzelmei vannak, és gyakran lázadozik teremtője ellen, ahogy egy emberi tizenéves tenné.
A szereplő hangja Janice Kawaye, aki az Ami Onuki és az Hi Hi Puffy AmiYumi című animékben is szinkronizált.

## Jenny Wakeman/XJ9
Aktiválása után XJ9 saját maga változtatta meg a nevét Jennyre. 198 centi magas, fémes kék copfokat visel és kék ruhákat, fülei nincsenek. Tizenhat évesnek néz ki, de valójában csak ötéves, ezáltal ő a legfiatalabb az XJ szeriából.
Teremtőjével, Norával való kapcsolata aszimmetrikus: a tudós leginkább XJ9-nek nevezi, míg Jenny Anyaként, vagy Anyuként szól hozzá. Helyteleníti XJ9 kísérleteit, hogy beilleszkedjen a társadalomba, de „anyaként” tolerálja Jenny barátait. Minden percben szó szerint Jennyvel van, mivel Jenny kommunikációs eszközei ezt megengedik.
Habár Dr. Wakeman kifinomult csatarobotnak tervezte, Jenny sok szempontból átlagos serdülőkorú emberként viselkedik: a 2071-es év Tremorton nevű városában élve szeret bevásárlóközpontokba járni, igyekszik beilleszkedni a középiskolába. Személyiségét tekintve egy lelkes tizenéves, aki utálja ha a szülei megmondják neki mit kéne tennie és legszívesebben a saját feje után menne. Sokszor nagyon naiv és van aki nem rest kihasználni kedves és bizakodó természetét. Az iskolában csak néhány barátja van. Legbizalmasabb társai Brad és Sheldon, akik nagyon kedvelik Jenny-t (utóbbi szerelmes belé titokban) és sokszor segítik őt, valamint Brad testvére Tuck, akit nem érint különösebben a robotlány hősi küldetése. Jenny folyamatos versengésben áll a Krust testvérekkel: Brit és Tiff a legnépszerűbb lányok az iskolában.
Jennyt az idegen, teljesen robotokból álló Rajközpont birodalom királynője, Vexus is üldözi, aki szeretné „felszabadítani az emberi elnyomás alól” és magával vinni, de Jenny, bármennyi borsot törnek is az orra alá, kiáll az emberekért, akár Vexus ellen is. Megpróbálja megérteni az embereket, de sokszor vitatja az álláspontjukat. Igaz barát és erős ellenfél.

## További szereplők
Jenny Barátai:
- Tuck Carbunkle
- Brad lee Carbunkle
- Sheldon Lee (Jenny titkos szeretője, aki csak azt hiszi, hogy Jennyt magába bolondíthatja, de Jenny ebből mit sem sejt)
- Vega (Vexus lánya)

Jenny Családja:
- Dr. Nora Wakeman (Jenny "anyja")
- XJ1
- XJ2
- XJ3
- XJ4
- XJ5
- XJ6
- XJ7
- XJ8
- Wisteria Wakeman (Jenny nagynénje)
- Glenn Wakeman (Jenny unokatestvére)
- Armageddroid (Jenny testvére, egyben ellensége)

Jenny Ellenségei:
- Űrmotorosok
- Vexus királynő
- Smithus (A Csillagrablók hadvezére)
- Brit és Tiff Crust
- Krackus (Sosem tud feltalálni működő találmányt, ő a „Világegyetem legelfuseráltabb gazfickója”)

## Magyar hangok
- Czető Zsanett - Jenny
- Kováts Dániel - Brad
- Baradlay Viktor - Tuck
- Bessenyei Emma - Dr. Nora Wakeman
- Szalay Csongor - Sheldon
- Bogdányi Titanilla - Britt
- Molnár Ilona - Tiff

További magyar hangok: Dögei Éva, Galbenisz Tomasz, Kajtár Róbert, Kossuth Gábor, Melis Gábor

## Epizódok

### 1. évad
| Ep.szám | Hivatalos cím                                           | Hivatalos premier    | Magyar cím                                             | Magyar premier |
| 1.      | It came from next door / Pest control                   | 2003. augusztus 1.   | A szomszéd lány/Patkányok lázadása                     |                |
| 2.      | Raggedy Android / Class Action                          | 2003. augusztus 8.   | Kaland a vidámparkban/Kaland az iskolában              |                |
| 3.      | Attack of the 5½ Ft. Geek / Doom with a View            | 2003. augusztus 15.  | Jenny új barátja/Havas kaland                          |                |
| 4.      | Ear No Evil / Unlicensed Flying Object                  | 2003. augusztus 22.  | A fülbevaló/Az UFO                                     |                |
| 5.      | Party Machine / Speak No Evil                           | 2003. szeptember 5.  | A házibuli / Ki beszél japánul                         |                |
| 6.      | See No Evil / The Great Unwashed                        | 2003. szeptember 12. | Az új szem / A nagy mosakodás                          |                |
| 7.      | The Return of Raggedy Android / The Boy who Cried Robot | 2003. szeptember 19. | Inkább Android leszek / A fiú aki mindig farkast kiált |                |
| 8.      | Sibling Tsunami / I was a Preschool Dropout             | 2003. október 3.     | Testvér találkozó / Jenny óvodás lesz                  |                |
| 9.      | Hostile Makeover / Grid Iron Glory                      | 2003. október 24.    | Jennyből szörny lett / A nagy mérkőzés                 |                |
| 10.     | Dressed to Kill / Shell Game                            | 2003. november 7.    | A kristálydivat / Robotszerelem                        |                |
| 11.     | Daydream Believer / This Time with Feeling              | 2003. november 21.   | Higgyünk álmainkban / Több érzéssel                    |                |
| 12.     | Saved by the Shell / Tradeshow Showdown                 | 2004. január 23.     | Shell az ezüst lovag / Beállítás a kiállításra         |                |
| 13.     | The Wonderful World of Wizzly /Call Hating              | 2004. február 27.    | Vidámság minden áron / Hívásvárakoztatás               |                |

### 2. évad
| Ep.szám | Hivatalos cím                                             | Hivatalos premier   | Magyar cím                                  | Magyar premier |
| 14.     | A Robot for all Seasons                                   | 2004. december 8.   | A Robot aki megmentette a karácsonyt        |                |
| 15.     | Future Shock / Humiliation 101                            | 2005. január 24.    | Nem túl szép remények / Megalázás 1x1       |                |
| 16.     | Last Action Zero / Mind over Matter                       | 2005. január 25.    | Az utolsó akciórobot / A sokkoló óriás      |                |
| 17.     | Love 'em or Leash 'em / Teen Team Time                    | 2005. január 26.    | Robotszerelem / A tini szupercsapat         |                |
| 18.     | Sister Sledgehammer / Pajama Party Prankapalooza          | 2005. január 27.    | Testvérpöröly / A pizsamaparti              |                |
| 19.     | Dancing with my Shell / Around the World in Eighty Pieces | 2005. január 28.    | A táncparti / 80 alkatrész a föld körül     |                |
| 20.     | Armagedroid / Killgore                                    | 2005. március 25.   | Armagedroid / Kicsi a bors                  |                |
| 21.     | A Pain in my Sidekick / Crash Pad Crash                   | 2005. június 23.    | Botcsinálta szuperhősök/A szabadság átka    |                |
| 22-23.  | Escape from Cluster Prime                                 | 2005. augusztus 12. | Menekülés a rajközpontból                   |                |
| 24.     | Victim of Fashion                                         | 2005. szeptember 6. | A divat áldozata                            |                |
| 25.     | Designing Women / Robot Riot                              | 2005. szeptember 7. | A robotalaprajz/A robotderbi                |                |
| 26.     | Bradventure / Mama Drama                                  | 2005. szeptember 8. | Kincskereső Brad/Az ördögi pótpapa          |                |
| 27.     | Toying with Jenny / Teenage Mutant Ninja Troubles         | 2005. szeptember 9. | Az akciófigurák támadása/Tini ninja robotok |                |

### 3. évad
| Ep.szám | Hivatalos cím                                                 | Hivatalos premier                         | Magyar cím                                        | Magyar premier |
| 28.     | Teen Idol/Good Old Sheldon                                    | 2006. január 13.                          | Robotistennő/A jó öreg Sheldon                    |                |
| 29.     | Girl of Steal/Mist Opportunities                              | 2006. augusztus 11.                       |                                                   |                |
| 30.     | Puppet Bride/Historionics                                     |                                           |                                                   |                |
| 31.     | No Harmony with Melody/Tuckered Out                           | 2006. október 6.                          | Szerelmi robotpárbaj/Felvétel indul               |                |
| 32.     | Stage Fright/Never Say Uncle                                  |                                           |                                                   |                |
| 33.     | A Spoonful of Mayhem/Agent 00' Sheldon                        |                                           |                                                   |                |
| 34.     | Voyage to The Planet of The Bikers/Queen Bee                  |                                           |                                                   |                |
| 35.     | Infectious Personality/Enclosure of Doom                      |                                           |                                                   |                |
| 36.     | Weapons of Mass Distraction/There's No Place Like Home School | 1: 2007. január 16. 2: 2006. november 10. | Tömegáztató fegyverek/Iskola, édes otthoni iskola |                |
| 37.     | Ball and Chain/Labor Day                                      |                                           |                                                   |                |
| 38.     | The Legion of Evil/The Price of Love                          |                                           |                                                   |                |
| 39.     | Indes-Tuck-tible/Trash Talk                                   |                                           |                                                   |                |
| 40.     | Samurai Vac/Turncoats                                         | 2007. március 30.                         |                                                   |                |